# Hidden Bay
Die Hidden Bay (englisch für Versteckte Bucht, in Argentinien Bahía Paraná, in Chile Bahía Escondida ‚Versteckte Bucht‘) ist eine Bucht an der Danco-Küste des Grahamlands auf der Antarktischen Halbinsel. Sie liegt zwischen dem Kap Renard und dem Aguda Point.
Erstmals kartiert wurde sie bei der Belgica-Expedition (1897–1899) des belgischen Polarforschers Adrien de Gerlache de Gomery. Das UK Antarctic Place-Names Committee benannte die Bucht 1958 nach dem Umstand, dass sie von Norden durch die vorgelagerten Screen Islands nicht einsehbar ist. Namensgeberin der argentinischen Benennung ist die Brigantine Paraná der argentinischen Marine.